# Kırıkkale
Kırıkkale là một thành phố tỉnh lỵ tỉnh Kırıkkale trong vùng Trung Anatolia của Thổ Nhĩ Kỳ. Thành phố Kırıkkale có cự ly 80 km về phía đông Ankara. có diện tích km2, dân số thời điểm năm 2009 là 212.405 người. Đây là thành phố lớn thứ 39 tại Thổ Nhĩ Kỳ. Dân số năm 2010 là 280.834 người, trong đó 192.705 sống trong thành phố Kırıkkale. Thành phố nằm trên tuyến đường sắt gần sông Kızıl. Đại học Kırıkkale nằm ở thành phố.

## Khí hậu
| Dữ liệu khí hậu của Kırıkkale                | Dữ liệu khí hậu của Kırıkkale | Dữ liệu khí hậu của Kırıkkale | Dữ liệu khí hậu của Kırıkkale | Dữ liệu khí hậu của Kırıkkale | Dữ liệu khí hậu của Kırıkkale | Dữ liệu khí hậu của Kırıkkale | Dữ liệu khí hậu của Kırıkkale | Dữ liệu khí hậu của Kırıkkale | Dữ liệu khí hậu của Kırıkkale | Dữ liệu khí hậu của Kırıkkale | Dữ liệu khí hậu của Kırıkkale | Dữ liệu khí hậu của Kırıkkale | Dữ liệu khí hậu của Kırıkkale |
| Tháng                                        | 1                             | 2                             | 3                             | 4                             | 5                             | 6                             | 7                             | 8                             | 9                             | 10                            | 11                            | 12                            | Năm                           |
| -------------------------------------------- | ----------------------------- | ----------------------------- | ----------------------------- | ----------------------------- | ----------------------------- | ----------------------------- | ----------------------------- | ----------------------------- | ----------------------------- | ----------------------------- | ----------------------------- | ----------------------------- | ----------------------------- |
| Cao kỉ lục °C (°F)                           | 17.0 (62.6)                   | 21.4 (70.5)                   | 30.4 (86.7)                   | 32.0 (89.6)                   | 36.0 (96.8)                   | 37.6 (99.7)                   | 41.8 (107.2)                  | 40.3 (104.5)                  | 40.6 (105.1)                  | 33.5 (92.3)                   | 24.8 (76.6)                   | 19.0 (66.2)                   | 41.8 (107.2)                  |
| Trung bình ngày tối đa °C (°F)               | 4.7 (40.5)                    | 7.8 (46.0)                    | 13.2 (55.8)                   | 18.7 (65.7)                   | 23.8 (74.8)                   | 28.2 (82.8)                   | 31.8 (89.2)                   | 31.9 (89.4)                   | 27.7 (81.9)                   | 21.4 (70.5)                   | 13.0 (55.4)                   | 6.3 (43.3)                    | 19.0 (66.2)                   |
| Trung bình ngày °C (°F)                      | 0.8 (33.4)                    | 2.7 (36.9)                    | 7.2 (45.0)                    | 12.2 (54.0)                   | 17.1 (62.8)                   | 21.4 (70.5)                   | 24.9 (76.8)                   | 24.9 (76.8)                   | 20.3 (68.5)                   | 14.4 (57.9)                   | 7.0 (44.6)                    | 2.4 (36.3)                    | 12.9 (55.2)                   |
| Tối thiểu trung bình ngày °C (°F)            | −2.4 (27.7)                   | −1.4 (29.5)                   | 2.0 (35.6)                    | 6.1 (43.0)                    | 10.7 (51.3)                   | 14.5 (58.1)                   | 17.6 (63.7)                   | 17.7 (63.9)                   | 13.1 (55.6)                   | 8.3 (46.9)                    | 2.2 (36.0)                    | −0.6 (30.9)                   | 7.3 (45.1)                    |
| Thấp kỉ lục °C (°F)                          | −22.4 (−8.3)                  | −21.6 (−6.9)                  | −19.8 (−3.6)                  | −6.8 (19.8)                   | 0.4 (32.7)                    | 4.6 (40.3)                    | 7.4 (45.3)                    | 7.2 (45.0)                    | 2.7 (36.9)                    | −5.0 (23.0)                   | −9.7 (14.5)                   | −18.0 (−0.4)                  | −22.4 (−8.3)                  |
| Lượng Giáng thủy trung bình mm (inches)      | 42.8 (1.69)                   | 30.2 (1.19)                   | 39.1 (1.54)                   | 40.0 (1.57)                   | 50.2 (1.98)                   | 42.3 (1.67)                   | 9.6 (0.38)                    | 14.4 (0.57)                   | 15.0 (0.59)                   | 29.1 (1.15)                   | 30.6 (1.20)                   | 43.6 (1.72)                   | 386.9 (15.23)                 |
| Số ngày giáng thủy trung bình                | 11.57                         | 9.93                          | 11.03                         | 11.87                         | 13.37                         | 9.83                          | 3.50                          | 3.57                          | 4.73                          | 7.50                          | 8.00                          | 11.27                         | 106.2                         |
| Số giờ nắng trung bình tháng                 | 83.7                          | 121.5                         | 170.5                         | 216.0                         | 269.7                         | 312.0                         | 359.6                         | 341.0                         | 270.0                         | 207.7                         | 141.0                         | 74.4                          | 2.567,1                       |
| Số giờ nắng trung bình ngày                  | 2.7                           | 4.3                           | 5.5                           | 7.2                           | 8.7                           | 10.4                          | 11.6                          | 11.0                          | 9.0                           | 6.7                           | 4.7                           | 2.4                           | 7.0                           |
| Nguồn: Cơ quan Khí tượng Nhà nước Thổ Nhĩ Kỳ |                               |                               |                               |                               |                               |                               |                               |                               |                               |                               |                               |                               |                               |